# Chronologie de lancement
La chronologie de lancement, dans le domaine de l'astronautique, est la succession minutée des opérations et événements d'un lancement. La chronologie de lancement comprend le compte à rebours et le compte positif.
Le terme correspondant en anglais est launch timetable.

## Référence
Droit français : arrêté du 20 février 1995 relatif à la terminologie des sciences et techniques spatiales.